# Droga ekspresowa S61 (Polska)
Droga ekspresowa S61 – budowana droga ekspresowa z Ostrowi Mazowieckiej do Budziska (granica z Litwą). Na granicy połączy się z litewską A5 prowadzącą w kierunku Kowna i Rygi. Droga S61 będzie stanowić jedną z polskich części międzynarodowej trasy E67, Via Baltica i na odcinku Ełk – granica państwa również Via Carpatia.

## Istniejące odcinki

### Obwodnica Stawisk (jedna jezdnia)
Długość: 6,5 km; jedna jezdnia oddana do użytku 19 grudnia 2013 roku (nieoznakowana jako droga ekspresowa).

### Obwodnica Szczuczyna
Długość: 8 km; jedna jezdnia oddana do użytku 13 listopada 2015 roku (nieoznakowana jako droga ekspresowa). Otwarcie drugiej jezdni nastąpiło 15 maja 2020 r.

### Obwodnica Augustowa
Odcinek dwujezdniowy o długości 12,7 km. Obwodnicę Augustowa dopełnia jednojezdniowy odcinek drogi krajowej nr 8.

### Obwodnica Suwałk
Długość 12,8 km; umowę podpisano 29 września 2015. Okres realizacji: 34 miesiące. Otwarcia obwodnicy Suwałk, wybudowanej w technologii betonowej, dokonano 13 kwietnia 2019.

### Śniadowo – węzeł Łomża Południe
Przetarg ogłoszono 27.04.2017. Łączna długość: 17 km. Umowę podpisano 11.10.2018 roku, Droga została wykonana w technologii betonowej. Jak wynika z badań przeprowadzonych w ramach nadzoru inwestorskiego, wykonawca osiągnął parametry nawierzchni lepsze od wymaganych normowo. Odcinek został oddany do użytku 14 lipca 2021 roku.

### Kolno – Stawiski

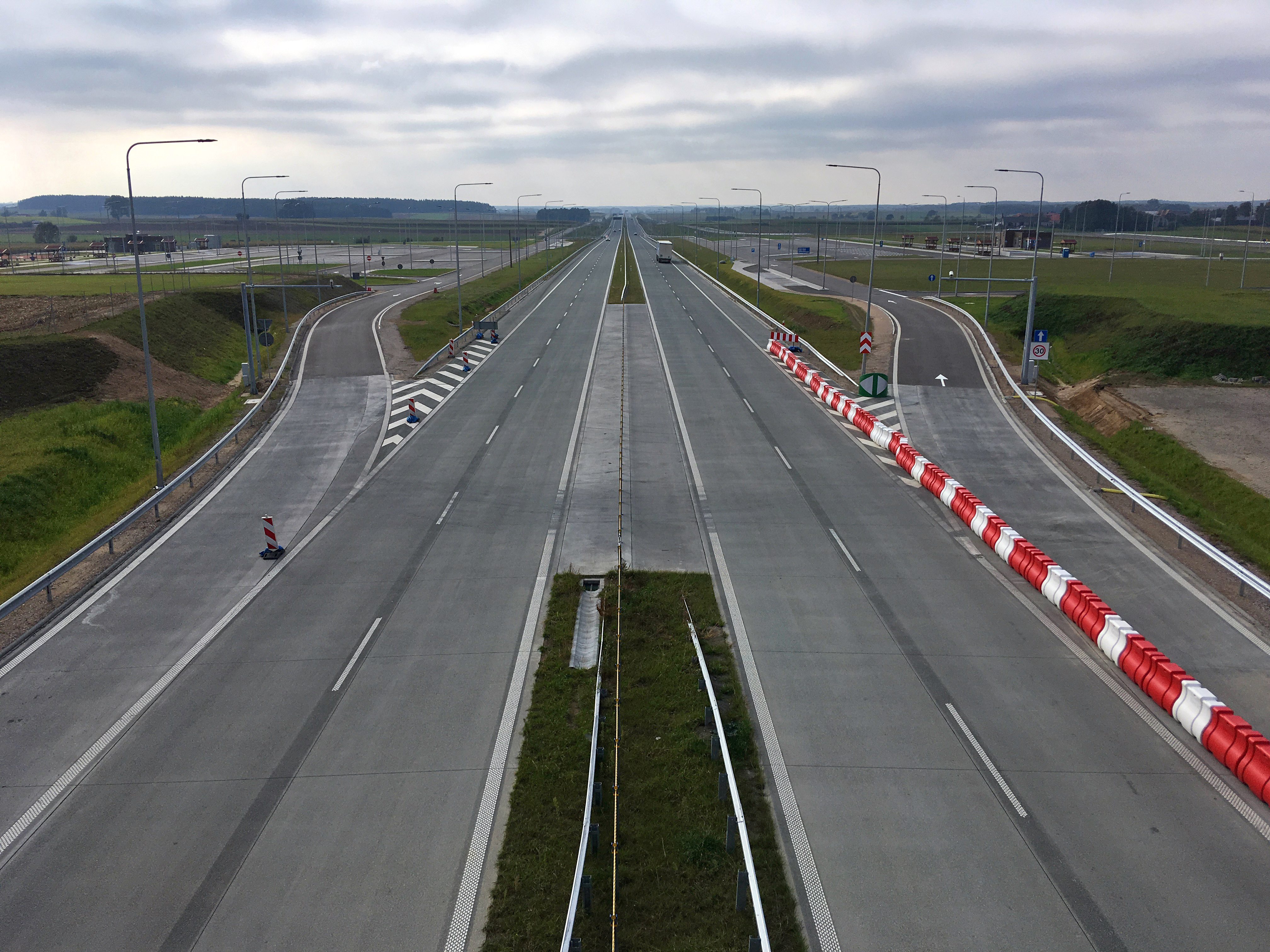
S61 odcinek Szczuczyn – Stawiski

Długość: 16,4 km. 31 października 2017 została podpisana umowa na realizację odcinka w formule „Projektuj i buduj”. Przetarg wygrała oferta o wartości 288,3 mln zł. Na ukończenie zadań wykonawca miał 31 miesięcy bez okresów zimowych. Oddanie do użytku planowane było w IV kwartale 2020 roku. Udostępniony kierowcom 9 sierpnia 2021.

### Stawiski – Szczuczyn
Długość: 18 km. 31 października 2017 została podpisana umowa na realizację odcinka w formule „Projektuj i buduj”. Wartość podpisanego kontraktu to 342,1 mln zł. Wykonawca ma 31 miesięcy na wykonanie zadania (nie wliczając okresów zimowych). 20 lipca 2021 roku o godzinie 12:00 oddano do użytku jezdnie główne z ograniczeniem prędkości do 70 km/h. Udostępniony do ruchu 9 sierpnia 2021.

### Wysokie – Raczki
Droga zlokalizowana na terenie województw warmińsko-mazurskiego i podlaskiego w granicach administracyjnych gminy Kalinowo w powiecie ełckim i gminy Raczki w powiecie suwalskim. Odcinek o długości 20,17 km wykonał Budimex SA, częściowo oddany do użytku 31 grudnia 2021 roku.

### Szczuczyn – węzeł Ełk Południe
Długość: 23,255 km. Zrealizowany przez konsorcjum Porr i Unibep S.A. na terenie powiatów: grajewskiego, piskiego i ełckiego oraz gmin: Szczuczyn, Biała Piska, Prostki i Ełk. Budowa była realizowana od marca 2020 r. Odcinek miał zostać oddany do użytku w sierpniu 2022 r., jednak ze względu na opóźnienia w przebudowie ronda u zbiegu ulic Kilińskiego, Przemysłowej i Grajewskiej oraz remontu ulic Grajewskiej i Przemysłowej w Ełku otwarcie zostało przesunięte. Odcinek został oddany do użytku 13 września 2022 r.

### Odcinek Budzisko – Suwałki
Długość: 24 km. Przetarg ogłoszono 15 kwietnia 2016 roku. 24 marca 2017 przy budżecie inwestora wynoszącym 852 510 278,45 zł, otwarto oferty na budową drogi. Najniższą cenę zaproponowała firma Impresa Pizzarotti & C. S.p.A z ceną 605 580 962,90 zł. 13 kwietnia 2017 roku oferta Impresa Pizzarotti & C. S.p.A została wybrana przez GDDKIA jako najkorzystniejsza w przetargu. Umowę podpisano 6 czerwca 2017 roku.  Umowa jednak została zerwana.
Kolejny kontrakt na budowę odcinka, warty 1,037 mld zł, Generalna Dyrekcja Dróg Krajowych i Autostrad zawarła z firmą Budimex S.A. w styczniu 2020 r. Terminowo, jesienią 2022 roku ten odcinek miał zostać ukończony. Później przesunięto go na kwiecień 2023. Ostatecznie został otwarty 22 grudnia 2022.

#### węzeł Łomża Południe – węzeł Łomża Zachód
Przetarg ogłoszono 28 marca 2017 r. Długość odcinka: 7,18 km. 22 grudnia została podpisana umowa o wartości 218,1 mln zł na wykonanie odcinka z firmą Mota-Engil Central Europe SA. Wykonawca miał 31 miesięcy (bez okresów zimowych) na wykonanie zadania. Udostępnienie odcinka pierwotnie planowano na maj 2023 roku, lecz ostatecznie nastąpiło to 2 czerwca 2023 r., po ukończeniu budowy węzła Łomża Zachód.

### Szczuczyn – Raczki
długość: 63 km. W przetargu wyodrębniono trzy zadania:
- odcinek od Szczuczyna do węzła Ełk Południe o długości ok. 23 km,
- odcinek węzeł Ełk Południe – węzeł Wysokie o długości ok. 20 km (wraz z połączeniem z obwodnicą Ełku w ciągu S16 o dł. ok. 4 km)
- odcinek węzeł Wysokie – Raczki o długości ok. 20 km[30].

13 lutego 2018 roku rozstrzygnięto przetarg na odcinek węzeł Wysokie – Raczki. Najkorzystniejszą ofertę złożyła firma Budimex SA z kwotą 484,3 mln zł. Planowany czas realizacji zadania to 29 miesięcy z wyłączeniem okresów zimowych (15.12 – 15.03). Częściowo został oddany do użytku 31 grudnia 2021 roku.
23 lutego 2018 roku wybrano najkorzystniejsze oferty na wykonanie dwóch odcinków S61 (Szczuczyn – Ełk Południe oraz Ełk Południe – węzeł Wysokie). Pierwszą inwestycję zrealizowało konsorcjum Porr i Unibep S.A. na terenie powiatów: grajewskiego, piskiego i ełckiego oraz gmin: Szczuczyn, Biała Piska, Prostki i Ełk. 
23 września 2020 r. Generalna Dyrekcja Dróg Krajowych i Autostrad poinformowała o wydaniu przez wojewodę warmińsko-mazurskiego decyzji o zezwoleniu na realizację inwestycji drogowej w zakresie drugiego odcinka Ełk Południe – Wysokie. Wykonawcą inwestycji jest konsorcjum z firmą Trakcja S.A. (lider), Mostostal Warszawa S.A. oraz Przedsiębiorstwo Eksploatacji Ulic i Mostów Sp. z o.o. Wartość kontraktu wynosi 685 948 284,67 zł. 
Obie umowy podpisano w lipcu i sierpniu 2018.

### Ełk Południe – węzeł Wysokie
- odcinek węzeł Ełk Południe – węzeł Wysokie o długości ok. 19,5 km (wraz z połączeniem z obwodnicą Ełku w ciągu S16 o dł. ok. 3,4 km)  oddany do użytku 12 sierpnia 2023 r.[35] Termin przesuwania: 2 lata.

### Ostrów Mazowiecka – Śniadowo
Przetarg ogłoszono 27.04.2017. Łączna długość: 19,4 km. Po rozwiązaniu umowy z pierwotnym wykonawcą, umowa na dokończenie kontraktu została podpisana 8 stycznia 2020 r., zaś oddanie odcinka do ruchu przewidziane jest w trzecim kwartale 2023 roku. 9 grudnia 2021 r. białostocki oddział Generalnej Dyrekcji Dróg Krajowych i Autostrad poinformował o wydaniu przez wojewodę mazowieckiego decyzji o zezwoleniu na realizację inwestycji drogowej dotyczącą tego odcinka. Generalnym wykonawcą jest Polaqua. Odcinek został oddany do użytku na zasadzie przejezdności jezdni głównych 13 października 2023 r., zaś stała organizacja ruchu ma zostać wdrożona do połowy 2024 r. Ostatecznie stała organizacja ruchu na drogach ekspresowych S61 i S8 została wprowadzona 13 sierpnia 2024 r., tego samego dnia stała organizacja ruchu została wdrożona na innych odcinkach dróg realizowanych w ramach tego samego kontraktu.

### Obwodnica Łomży

#### węzeł Łomża Zachód – węzeł Kolno
Przetarg ogłoszono 28 marca 2017 r. Długość odcinka: 12,99 km. 12 grudnia 2017 roku wybrano firmę Impresa Pizzarotti & C. S.p.A z ceną 442 800 000 zł. Konsorcjum firm PORR S.A. wraz z Unibep S.A. zakwestionowało zwycięską ofertę, zarzucając szereg zaniechań przy dokonywaniu wyboru.
5 marca 2018 roku zakończył się drugi przetarg, w którym ponownie wybrana została firma Impresa Pizzarotti, z ceną 442 875 000 zł, co stanowi 46% budżetu zamawiającego. Ostatecznie umowa została podpisana z firmą TOTO S.p.A. COSTRUZIONI GENERALI. Dnia 13 listopada 2020 r. Generalna Dyrekcja Dróg Krajowych i Autostrad poinformowała o wydaniu przez wojewodę podlaskiego decyzji o zezwoleniu na realizację inwestycji drogowej obejmującej ten odcinek. Wniosek o ZRID został złożony 12 sierpnia 2019 r., a postępowanie w przedmiocie wydania decyzji przedłużyło się wskutek kwestii formalnoprawnych, w tym podziałów nieruchomości w rejonie planowanego węzła Nowogród. Droga ma zostać oddana do użytku wiosną 2023 roku. 14 maja 2021 roku Generalna Dyrekcja Dróg Krajowych i Autostrad poinformowała o odstąpieniu przez inwestora od umowy z firmą TOTO z powodu braku postępu w realizacji prac budowlanych i uprzednich dwóch bezskutecznych wezwań ze strony GDDKiA do rozpoczęcia robót budowlanych. W związku z tą sytuacją ma być przeprowadzona inwentaryzacja oraz opracowanie dokumentów przetargowych, tak aby w I kwartale 2022 r. było możliwe wyłonienie nowego wykonawcy tego odcinka. Ponowny przetarg na realizację dużej obwodnicy Łomży został ogłoszony dnia 23 lipca 2021 r. Zawarcie umowy z nowym wykonawcą jest planowane na pierwsze miesiące 2022 r. Termin zakończenia wszystkich prac budowlanych to 2024 rok, z zastrzeżeniem, że oddanie do ruchu jednej jezdni w przekroju 1x2 na całej długości trasy głównej ma nastąpić w ciągu 18 miesięcy od podpisania umowy, czyli w drugim lub trzecim kwartale 2023 r., lecz tak się nie stało. 30 września 2021 r. nastąpiło otwarcie ofert w ponownym przetargu. Ceny wahają się w przedziale od 660,01 mln zł do 795,19 mln zł przy kosztorysie inwestorskim określonym na 971,3 miliona złotych. 15 grudnia 2021 r. dokonano wyboru najkorzystniejszej oferty w postępowaniu, jednak 21 stycznia 2022 r. wybór został unieważniony. Po przeprowadzeniu ponownej oceny ofert czterech wykonawców, 23 marca 2022 r. za najkorzystniejszą w przetargu uznano ofertę złożoną przez Przedsiębiorstwo Usług Technicznych Intercor, opiewającą na kwotę 713,4 mln złotych. Umowa na realizację dużej obwodnicy Łomży została zawarta 19 maja 2022 r. Otwarcie dużej obwodnicy Łomży w przekroju jednej jezdni nastąpiło 30 września 2024 r., zaś w pełnym standardzie dwujezdniowej drogi ekspresowej jest planowane na trzeci kwartał 2025 r..

## Historia budowy
Już w latach 90. planowano utworzenie tej drogi ekspresowej – występowała ona w ówcześnie wydawanych rozporządzeniach regulujących sieć autostrad i dróg ekspresowych. Późniejsze wydania rozporządzenia, publikowane po roku 2000 nie uwzględniały tej trasy. 24 sierpnia 2009 roku Ministerstwo Infrastruktury opublikowało projekt Rozporządzenia Rady Ministrów zmieniający rozporządzenie w sprawie sieci autostrad i dróg ekspresowych, który zakładał ponowne utworzenie drogi ekspresowej nr 61 (tzw. trasy Via Baltica) po przebiegu Ostrów Mazowiecka – Łomża – Stawiski – Szczuczyn – Ełk – Raczki – Suwałki – Budzisko – granica państwa (Kowno). Do 4 września 2009 roku trwały konsultacje do wspomnianego projektu rozporządzenia.
20 października 2009 roku Rada Ministrów przyjęła Rozporządzenie zmieniające rozporządzenie w sprawie sieci autostrad i dróg ekspresowych, przedłożone przez Ministra Infrastruktury, w którym został zatwierdzony przebieg nowej drogi ekspresowej S61.

### Odcinek Budzisko – Suwałki
- Budzisko (granica PL/LT) – Suwałki: konsultacje społeczne;
- IV 2015 – wydanie Decyzji o środowiskowych uwarunkowaniach zgody na realizację przedsięwzięcia (DŚU)
- 31.07.2015 – wybranie wykonawcy Koncepcji Programowej – Trakt Sp. z o.o. Sp. k
- 15.10.2015 – zawarcie umowy na wykonanie Koncepcji Programowej pomiędzy GDDKiA, a firmą Trakt Sp. z o.o. (termin wykonania KP – 9 miesięcy).
- 15.04.2016 – ogłoszenie przetargu na projekt i budowę odcinka.

### Obwodnica Suwałk
- Decyzja o środowiskowych uwarunkowaniach zgody na realizację przedsięwzięcia (DŚU), umowa na projekt budowlany
- listopad 2014 – ogłoszono przetarg na budowę w systemie „Projektuj (optymalizuj) i Buduj”[59]
- sierpień 2015 – został wybrany wykonawca obwodnicy (Budimex), który zaoferował cenę 299,4 mln zł, termin realizacji 34 miesiące i okres gwarancji 10 lat[60]
- 29 września 2015 – podpisano umowę na realizację inwestycji[61].
- 29 lipca 2016 – wniosek wykonawcy o wydanie zgody na realizację robót drogowych (ZRID).
- 27 stycznia 2017 – podpisanie zezwolenia na realizację inwestycji drogowej (ZnRID), rozpoczęcie budowy[62].
- 13 kwietnia 2019 – oddanie obwodnicy Suwałk do użytku.

### Obwodnica Augustowa

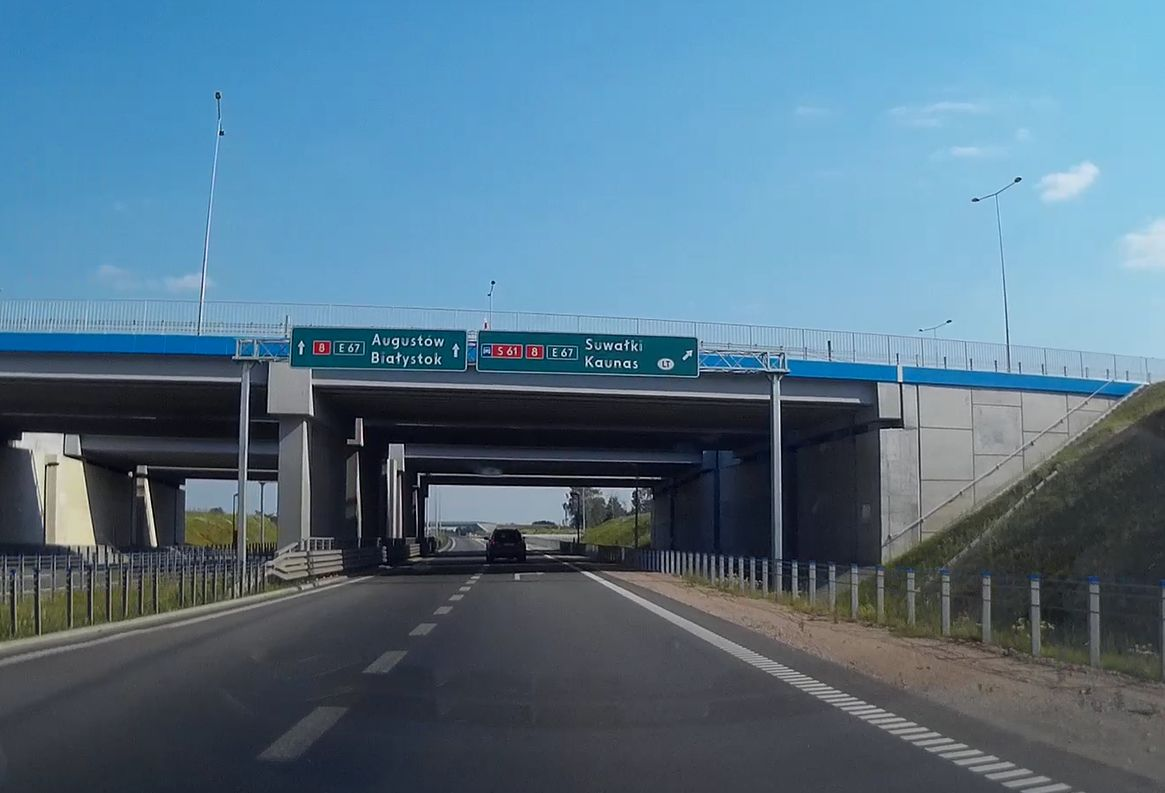
Obwodnica Augustowa, w tle wiadukt S61

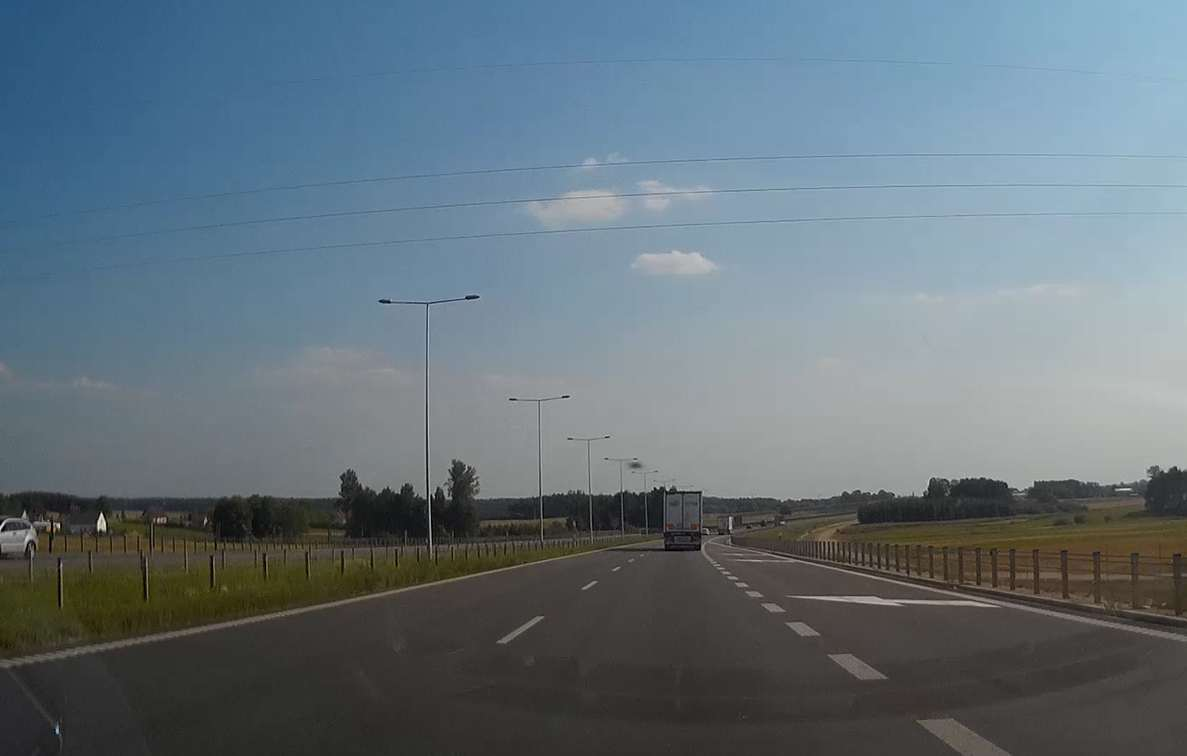
S61 przy węźle Suwałki Południe

- 29 grudnia 2009: decyzja dla nowego przebiegu obwodnicy Augustowa, której fragment będzie częścią drogi ekspresowej S61[63].
- 11 marca 2011: GDDKiA Oddział w Białymstoku podpisał umowę na wykonanie obwodnicy Augustowa (fragment S61 o długości 13 km) z firmą Budimex SA w trybie Zaprojektuj i zbuduj. Koszt wykonania robót – 659 mln zł. Na wykonanie prac wykonawca ma 42 miesiące.
- 7 listopada 2014 otwarto obwodnicę Augustowa (DK8) i odcinek drogi ekspresowej S61 od węzła Raczki do węzła Lotnisko (Suwałki Południe)[6].

### Odcinek Raczki – Ełk
- Opracowanie materiałów do DŚU
- 15.10.2015 – DŚU[64]
- 22.10.2015 – otwarcie ofert na wykonanie Koncepcji Programowej
- 15.04.2016 – ogłoszenie I etapu przetargu na projekt i budowę

### Odcinek Ełk – Szczuczyn
- Opracowanie materiałów do DŚU
- 15.10.2015 – DŚU[64]
- 22.10.2015 – otwarcie ofert na wykonanie Koncepcji Programowej
- 15.04.2016 – ogłoszenie I etapu przetargu na projekt i budowę

### Obwodnica Szczuczyna
- 15 marca 2010: decyzja dla obwodnicy miasta Szczuczyn w ciągu drogi ekspresowej S61[65].
- 27 sierpnia 2012: została podpisana umowa na wybudowanie obwodnicy Szczuczyna pomiędzy firmą FCC Construccion S.A. z Barcelony a GDDKiA Oddział w Białymstoku. Koszt wykonania robót – 124,8 mln zł. Na realizację zadania wykonawca ma 15 miesięcy od chwili rozpoczęcia prac. Droga ma mieć 8 km długości i zostanie zbudowana w przekroju 1 × 2 (z rezerwą na drugą jezdnię). W rejonie przyszłego węzła „Szczuczyn” (na skrzyżowaniu z DK58) droga będzie posiadać przekrój 2 × 2.
- 12 czerwca 2013: Zerwanie umowy na budowę obwodnicy Szczuczyna przez wykonawcę (FCC).
- 22 czerwca 2013: Zerwanie umowy na budowę obwodnicy Szczuczyna przez GDDKiA.
- 19 września 2013:[66]
- 11 sierpnia 2014: podpisanie umowy na dokończenie budowy Obwodnicy Szczuczyna. Nowym wykonawcą została wybrana firma „POL-AQUA” S.A. Planowane zakończenie budowy – grudzień 2015.
- 13 listopada 2015: Oddanie do użytku trasy głównej obwodnicy Szczuczyna. Do wykonania pozostało część dróg dojazdowych oraz prace porządkowe.
- 15 kwietnia 2016: ogłoszono przetarg dotyczy budowy drugiej jezdni[67].
- 13 marca 2017 roku otwarto oferty na budowę II nitki obwodnicy Szczuczyna. Budżet GDDKIA wynosił 113 773 499.99 PLN, a najniższą ofertę cenową złożyła firma Polaqua z ceną 75 080 380, 94 PLN[68].
- 5 kwietnia 2017 roku GDDKIA wybrała Polaqua jako firma, która złożyła najkorzystniejszą ofertę w tym przetargu[69].
- Umowa podpisana została 26 maja 2017 – okres realizacji: 28 miesięcy (bez okresów zimowych)[70].
- 15 maja 2020: oddanie do użytku drugiej jezdni[5]

### Odcinek Szczuczyn – Stawiski
- DŚU
- Koncepcja Programowa w opracowaniu (do 12.2015/01.2016)
- 31 października 2017 r. w obecności ministra infrastruktury i budownictwa Andrzeja Adamczyka, wiceministra Marka Chodkiewicza, wojewody podlaskiego Bohdana Paszkowskiego oraz Generalnego Dyrektora Dróg Krajowych i Autostrad Krzysztofa Kondraciuka zostały podpisane umowy na projekt i budowę odcinków S61 w. Kolno – Stawiski oraz Stawiski – Szczuczyn. W ramach inwestycji za przeszło 630 milionów zł powstanie 34,4 km drogi ekspresowej.  Stawiski – Szczuczyn W ramach odcinka drogi ekspresowej S61 o długości 18 km powstanie  węzeł drogowy „Grabowo”. Zadanie obejmuje także wykonanie części drugiej nitki obwodnicy Stawisk oraz przebudowanie fragmentu istniejącej jezdni obwodnicy. Realizacja zadania obejmuje budowę: · 21 obiektów  inżynierskich, · 59 przepustów (w tym zespolonych z przejściami dla zwierząt), · elementów infrastruktury ochrony środowiska (w tym ekranów akustycznych, zbiorników retencyjnych), · ogrodzenia drogi ekspresowej, Wartość kontraktu budowlanego to 342,1 mln zł

### Obwodnica Stawisk
- 31 marca 2010: decyzja dla obwodnicy miasta Stawiski w ciągu drogi ekspresowej S61[71].
- 20 lipca 2012: Została podpisana umowa na wybudowanie obwodnicy Stawisk między firmą Budimex SA a GDDKiA Oddział w Białymstoku. Koszt wykonania robót – 122,7 mln zł. Obwodnica o długości 6,5 km została zaplanowana w przekroju 1 × 2 z rozszerzeniem w rejonie węzła drogowego „Stawiski” (skrzyżowanie z DW647) do przekroju 2 × 2. Oddanie drogi do użytku nastąpiło 19 grudnia 2013 roku.

### Odcinek Stawiski – Łomża
- DŚU
- Koncepcja Programowa w opracowaniu (do 12.2015/01.2016)
- 31 października 2017 r. w obecności ministra infrastruktury i budownictwa Andrzeja Adamczyka, wiceministra Marka Chodkiewicza, wojewody podlaskiego Bohdana Paszkowskiego oraz Generalnego Dyrektora Dróg Krajowych i Autostrad Krzysztofa Kondraciuka zostały podpisane umowy na projekt i budowę odcinków S61 w. Kolno – Stawiski oraz Stawiski – Szczuczyn. W ramach inwestycji za przeszło 630 milionów zł powstanie 34,4 km drogi ekspresowej.  Kolno – Stawiski W ramach odcinka drogi ekspresowej o długości 16,4 km powstanie węzeł drogowy „Kolno”. Zadanie obejmuje także wykonanie części drugiej nitki obwodnicy Stawisk oraz przebudowanie fragmentu istniejącej jezdni obwodnicy. W ramach inwestycji powstanie m.in.: · 16 obiektów inżynierskich, · 33 przepusty (w tym zespolone z przejściami dla zwierząt), · infrastruktura ochrony środowiska (w tym ekrany akustyczne), zbiorniki retencyjne, · ogrodzenie drogi ekspresowej. Wartość kontraktu budowlanego to 288,3 mln zł.

### Obwodnica Łomży
- DŚU
- Koncepcja Programowa w opracowaniu (do 12.2015/01.2016)

### Odcinek Ostrów Mazowiecka – Łomża
- DŚU
- Koncepcja Programowa w opracowaniu (do 12.2015/01.2016)

S61 w województwie podlaskim
31 października 2017 r. w obecności ministra infrastruktury i budownictwa Andrzeja Adamczyka, wiceministra Marka Chodkiewicza, wojewody podlaskiego Bohdana Paszkowskiego oraz Generalnego Dyrektora Dróg Krajowych i Autostrad Krzysztofa Kondraciuka
Dzięki dzisiejszym umowom w województwie podlaskim realizowanych jest 5 odcinków S61 o długości 78 km i wartości przeszło 1,6 mld zł:
- w. Kolno – Stawiski o długości 16,4 km, oddanie do ruchu planowane w IV kwartale 2020 r.,
- Stawiski – Szczuczyn o długości 18 km, oddanie do ruchu planowane w IV kwartale 2020 r.,
- obwodnica Szczuczyna (II nitka) o długości 6,5 km, koniec prac planowany na I kw. 2020 r.,
- obwodnica Suwałk – Budzisko (granica państwa) o długości 24 km, zakończenie prac planowane w III kw. 2020 r.